# Муцуай-Нитидаймаэ
Станция Муцуай-Нитидаймаэ (яп. 六会日大前駅 муцуай нитидай маэ эки) — железнодорожная станция на линии Эносима, расположенная в городе Фудзисава, префектуры Канагава. Станция расположена в 49,6 километра от конечной станции линий Одакю - Синдзюку. Станция была открыта 1-го апреля 1929 года под названием Муцуай (яп. 六会駅 муцуай эки). Здание станции было полностью перестроено в 1995 году. Своё нынешнее название станция получила 22-го августа 1998 года.

## Планировка станции
2 пути и две платформы бокового типа.
| 1,2 | ■ Линия Эносима | Фудзисава,Катасэ-Эносима |
| 3,4 | ■ Линия Эносима | Сагами-Оно,Синдзюку      |

## Близлежащие станции
| «             |               | Линия            |               | »             |
| Линия Эносима | Линия Эносима | Линия Эносима    | Линия Эносима | Линия Эносима |
| ------------- | ------------- | ---------------- | ------------- | ------------- |
| Сёнандай      |               | Local (各駅停車) |               | Дзэнгё        |